# Claudio Zoli
Claudio Zoli, nome d'arte di Cláudio Francisco Santos Silva (São Gonçalo, 13 maggio 1964), è un cantante, compositore e chitarrista brasiliano.

## Biografia
Nato presso Rio de Janeiro, Claudio Zoli è cresciuto ascoltando il soul di Marvin Gaye e di Stevie Wonder. Ha iniziato a cantare e suonare la chitarra ancora ragazzo. A 17 anni è entrato come chitarrista nella band di Cassiano, che sarebbe poi diventato il suo mentore. Nel 1982 Zoli ha fondato la band Brylho, di cui è stato voce e chitarrista: l'anno successivo ha visto la loro affermazione col pezzo A Noite Do Prazer.
Scioltasi la band nel 1985, Zoli ha pubblicato nel 1986 il suo primo album come solista, Livre Pra Viver. Tre anni più tardi ha musicato per Marina Lima la canzone A Francesa, su testo di Antonio Cicero, fratello della cantante. In seguito ha collaborato con Elba Ramalho.
Dopo il flop di alcuni dischi da solista, ha fondato nel 1993 con Vinicius Cantuaria, Ritchie e altri il supergruppo Tigres de Bengala. 
Nel 1999, Zoli ha ripreso la sua carriera da solista con l'album Ferias, in cui ha aggiunto elementi di rap e R & B alla tradizione soul-funk-samba.

## Vita privata
Ha tre figli maschi: Lucas, Pedro e Joao, che hanno anch'essi intrapreso la carriera musicale. Joao è inoltre noto per aver vinto diversi titoli nel bodyboard.

## Discografia da solista
- 2014 Amar e Amanhecer
- 2009 Diamantes
- 2005 Zoli Clube
- 2003 Sem Limite no Paraíso
- 2003 Na Pista Ao Vivo (DVD)
- 2002 Remixado e Ao Vivo
- 2001 Na Pista
- 1999 Férias
- 1991 Fetiche
- 1988 Claudio Zoli
- 1986 Claudio Zoli